# Puberella intapurpurea
Puberella intapurpurea är en musselart som först beskrevs av Conrad 1849.  Puberella intapurpurea ingår i släktet Puberella och familjen venusmusslor. Inga underarter finns listade i Catalogue of Life.